# تیبشلف
تیبشلف (به انگلیسی: Tibshelf) یک روستا و محله مدنی در بریتانیا است که در منطقه بالسوور واقع شده‌است. تیبشلف ۳٬۷۸۷ نفر جمعیت دارد.